# Böchingen
Böchingen település Németországban, Rajna-vidék-Pfalz tartományban. Lakosainak száma 726 fő (2023. december 31.).

## Népesség
A település népességének változása:
| Lakosok száma | 688  | 757  | 740  | 727  | 731  | 726  |
|               | 1975 | 2017 | 2019 | 2021 | 2022 | 2023 |